# Michael J. Pagan
Michael Jamon Pagan (n. 12 ianuarie 1985, SUA) este un actor și scenarist american. A apărut în filme de groază ca Demonii printre noi (1998) sau Casa groazei (2007).

## Filmografie
- Fallen (1998)
- How Stella Got Her Groove Back (1998)
- Rusty: A Dog's Tale (1998)
- Killers in the House (TV) (2000)
- Up, Up, and Away (TV) (2000)
- The Gospel (2005)
- See No Evil (2006)
- Gridiron Gang (2006)
- House of Fears (2007)
- The Hustle (2008)
- Forever Strong (2008)
- Nite Tales: The Movie (2008)
- Chain Letter (2009)
- Diary of a Champion (2009)
- Mississippi Damned (2009)
- See No Evil 2 (2014)
- Tales (2021)